# Siebenbürgen

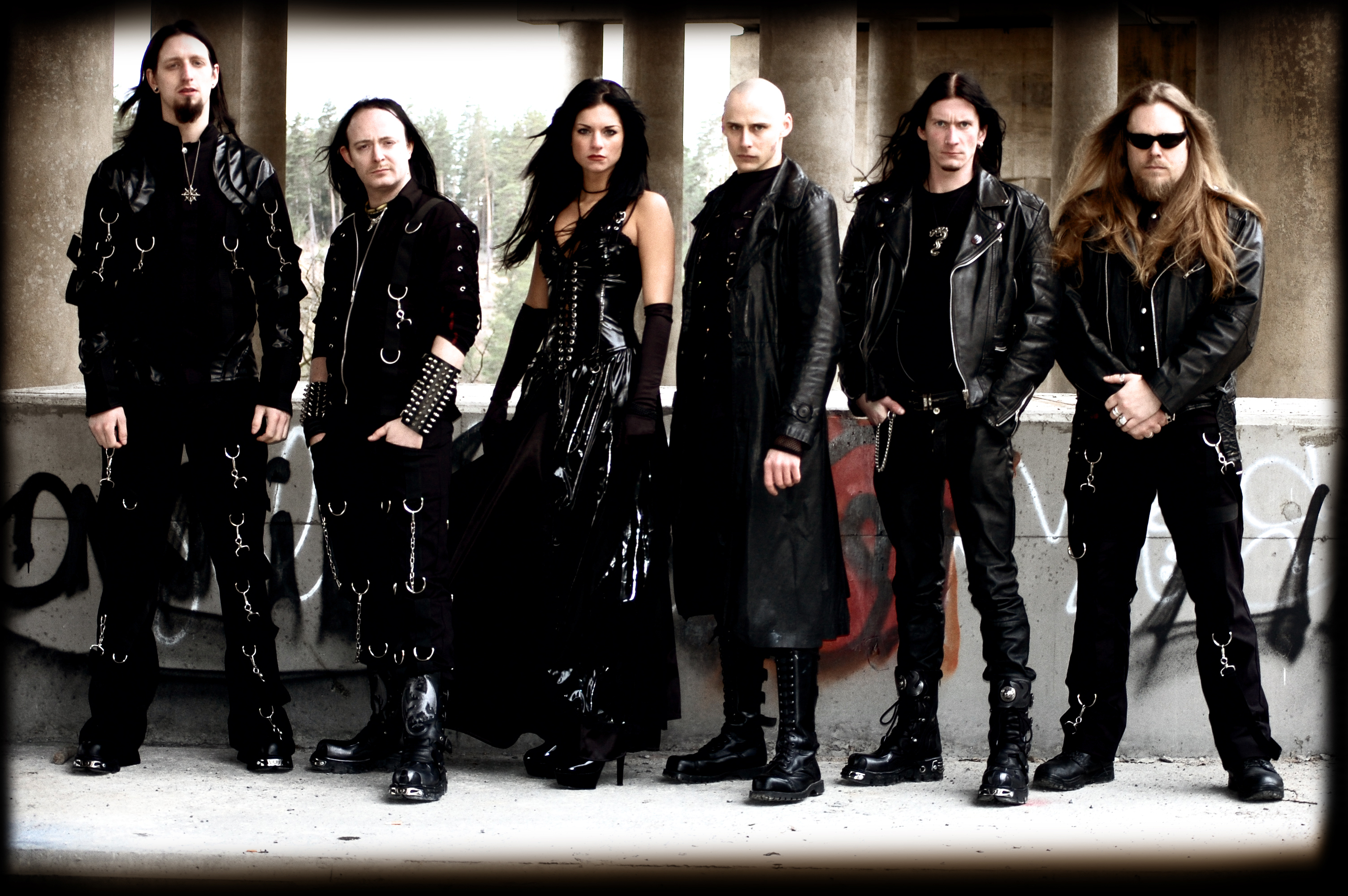
Siebenbürgen, 2008

Siebenbürgen [zíbnbyrgn] (německý název pro Sedmihradsko) byla švédská kapela ze Stockholmu, která hrála melodický black metal. Zformovala se v roce 1994. Mezi témata kapely patřil např. vampirismus.
Debutní studiové album s názvem Loreia vyšlo v roce 1997. Kapela zanikla v roce 2009, celkem vydala šest dlouhohrajících alb.

## Logo
Název Siebenbürgen je napsán gotickým písmem charakteristickým pro black metalové kapely.

## Diskografie

### Dema
- Siebenbürgen (1996)
- Ungentum Pharelis (1996)

### Studiová alba
- Loreia (1997)
- Grimjaur (1998)
- Delictum (2000)
- Plagued Be Thy Angel (2001)
- Darker Designs & Images (2005)
- Revelation VI (2008) [1]

### Koncertní alba
- Siebenbürgen - Live (1996)

## Členové kapely
- Lisa Bohwalli Simonsson – vokály
- Marcus Ehlin – vokály, baskytara
- Richard Bryngelsson – kytara
- Joakim Ohlsson – kytara
- Johnnie Gunther – klávesy
- Dennis Ekdahl – bicí[2]
- Lovisa Hallstedt – housle, doprovodné vokály
- Erika Roos – vokály
- Kicki Höijertz – vokály
- Turid Walderhaug – vokály
- Fredrik Brockert – baskytara
- Niklas Sandin – baskytara
- Linus Ekström – kytara
- Fredrik Folkare – kytara
- Anders Rosdahl – bicí